# ماركوس توماس (ملاكم)
ماركوس توماس (بالإنجليزية: Marcus Thomas)‏ (10 يونيو 1970 ببريدج تاون في باربادوس - ) هو ملاكم باربادوسي. شارك في الألعاب الأولمبية الصيفية 1992 والألعاب الأولمبية الصيفية 1996.

## إحصائيات
خاض خلال مسيرته 15 نزالا، فاز في 10 ولم يتعادل وخسر في 5. فاز بالضربة القاضية في 4 نزالات.

## روابط خارجية
- ماركوس توماس على موقع بوكس ريك (الإنجليزية) (registration required)
- ماركوس توماس على موقع أوليمبيديا (الإنجليزية)